# Castell de Marracq
El Castell de Marracq (en èuscar: Marracqeko jauregia, en francès: château de Marracq) era un castell château, del segle xviii situat al municipi de Baiona, al País Basc, al departament francès dels Pirineus Atlàntics.
Actualment són runes. Des de 2012, aquestes runes es troben en estat de renovació pel risc d'enfondrament.
Va ser construït al principi del segle xviii per Marie-Anne de Neubourg, reina d'Espanya a l'exili, però no hi va viure car preferia la seva residència de Saint-Michel.
Napoleó I el va comprar el 19 de maig de 1808 als germas Aaron (1758-1827) i Abraham (1773-1840) Marqfoy. Napoleó en va fer un dels seus palaus imperials. Va ser el lloc de l'abdicació dels Borbons d'Espanya l'any 1808 en favor de Napoleó I, el qual va instal·lar al tro d'Espanya al seu germà Josep Bonaparte. En la Restauració francesa, Marracq restà sense ocupar. L'exèrcit s'hi instal·là el 1823, però aquest castell va quedar devastat per un incendi l'any 1825.
Actualment, és un monument francès classificat que pertany a la ciutat de Baiona, al nord del castell es troba el collège Marracq.